# ادی، کارناتاکا
ادی، کارناتاکا (به انگلیسی: Adi, Karnataka) در هند است که در کارناتاکا واقع شده‌است.